# Parque Asturias
Parque Asturias war ein Fußballstadion in Mexiko-Stadt und bei Einführung des Profifußballs 1943 der Fußballtempel der mexikanischen Hauptstadt schlechthin.

## Vorgeschichte
Die Fußballkommission der Hauptstadtliga verspürte in der ersten Hälfte der 1930er Jahre die Notwendigkeit, in Ergänzung zu den beiden bereits vorhandenen Spielstätten – dem 1925 eröffneten Parque España de la Verónica und dem 1930 eröffneten Parque Necaxa – einen weiteren Sportpark zu errichten. Das Kommissionsmitglied Paulino Coto, zugleich auch Präsident des Centro Asturiano, griff die Idee auf und setzte sie um.

## Geschichte
In der Mitte der 1930er Jahre errichtete der vom Centro Asturiano unterhaltene CF Asturias an der Calzada del Chabacano in Mexiko-Stadt ein Holzstadion, das 22.000 Besuchern Platz bot. Das nach dem Verein benannte Stadion wurde am 1. März 1936 mit einem Freundschaftsspiel zwischen Asturias und dem brasilianischen Verein Botafogo feierlich eröffnet. Das Spiel wurde vom Gastgeber mit 4:2 gewonnen und mit folgender Aufstellung bestritten: Alfonso Riestra (Tor); José Ramón Ballina, Benjamín Alonso, Manuel Baca, Sergio Alonso, Justo Sansebastián, Tomás Fernández, Luis „Charro“ Argüelles, Donato Alonso, Efraín Ruiz, José Antonio Hütt.
Am 12. September 1937 bestritt die mexikanische Nationalmannschaft hier ein Länderspiel gegen die USA, das mit 7:2 gewonnen wurde. Erfolgreichster Torschütze in diesem Spiel war der zu jener Zeit bei Asturias tätige Luis Argüelles, dem drei Treffer gelangen.
Das Holzstadion hatte eine Lebensdauer von nur drei Jahren; denn während eines entscheidenden Meisterschaftsspiels zwischen Asturias und Necaxa am 29. März 1939 entzündete sich nicht nur die Leidenschaft der Anhänger, sondern auch ein Feuer. Die Chronik berichtet von einem übermäßig harten Spiel der Asturianer gegen die Gästemannschaft und einem umstrittenen Elfmeter, der die Hausherren begünstigte. Daraufhin legten erboste Necaxa-Fans ein Feuer auf der Holztribüne, das sich rasch ausbreitete und schließlich einen Großteil des Stadions niederbrannte.
Der Wiederaufbau des Parque Asturias erfolgte aus weniger brennbarem Material und erreichte ein Fassungsvermögen von rund 30.000 Plätzen.
In den ersten Jahren der neu eingeführten mexikanischen Profiliga war der Parque Asturias das Herzstück des Hauptstadtfußballs und darüber hinaus eine Art Wembley des mexikanischen Fußballs. Bis einschließlich zur Saison 1945/46 wurde hier alljährlich das Pokalfinale und der Supercup ausgetragen. Ab 1946/47 wurden die Finalspiele im neu eröffneten Estadio Ciudad de los Deportes ausgetragen. Nachdem der CF Asturias sich am Saisonende 1949/50 aus der Profiliga zurückgezogen hatte und wenige Jahre später mit dem modernen Estadio Olímpico Universitario ein weiteres Stadion in Mexiko-Stadt eröffnet worden war, hatte der Parque Asturias endgültig ausgedient und wurde schließlich abgerissen.
Bevor es so weit war, diente das Stadion noch als Trainingsstätte auf der Mexiko-Reise des VfB Stuttgart im Frühjahr und Sommer 1951. Bei der auf Einladung des Mexikanischen Fußballverbandes zustande gekommenen Tour absolvierte der VfB fünf Gastspiele gegen mexikanische Vereinsmannschaften.